# Komödianten
Komödianten er en tysk stumfilm fra 1925 instrueret af Karl Grune.

## Medvirkende
- Lya De Putti
- Eugen Klöpfer som Axel Swinborne
- Hermann Picha
- Viktor Schwanneke
- Jaro Fürth
- Fritz Rasp
- Fritz Kampers
- Owen Gorin